# تور نیلسون
تور نیلسون (سوئدی: Tor Nilsson؛ ۲۰ مارس ۱۹۱۹ – ۱۳ آوریل ۱۹۸۹) کشتی‌گیر اهل سوئد بود.
وی در مسابقات کشوری و بین‌المللی در مجموع برندهٔ ۱ مدال نقره شده‌است.